# Iberia SC
Az Iberia SC egy már megszűnt spanyol labdarúgócsapat. A klubot 1909-ben alapították, története nagy részét a másodosztályban töltötte. 1932-ben összeolvadt a Zaragoza CD-vel, létrehozva a Real Zaragozát.

## Szezonok
| Szezon  | Osztály | Poz. | Copa del Rey |
| ------- | ------- | ---- | ------------ |
| 1928/29 | 2ª      | 2.   |              |
| 1929/30 | 2ª      | 3.   |              |
| 1930/31 | 2ª      | 10.  |              |
| 1931/32 | 3ª      | 5.   |              |

## Külső hivatkozások
- A Real Zaragoza hivatalos weboldala (spanyolul)